# Pădurea Seaca - Optășani
Pădurea Seaca - Optășani este o arie protejată de interes național ce corespunde categoriei a IV-a IUCN (rezervație naturală, tip forestier), situată în județul Olt, pe teritoriul administrativ al comunei Spineni, satul Optășani.
Pădurea Seaca Optășani este amplasat în partea de nord a județului Olt, ȋn vecinătatea unei alte arii naturale protejate din județ și anume Pădurea Topana.
Rezervația naturală are o suprafață de 135 ha, și reprezintă o arie acoperită cu arboret de gârniță  (Quercus frainetto) în proporție de 82%, în asociere cu cer și gorun.
Rezervația naturală Seaca – Optășani este o arie naturală protejată situată pe interfluviul dintre văile Plapcea Mare și Plapcea Mică, care fac parte din bazinul mijlociu Cotmeana – Vedea. Numele pădurii, "Seaca", exprimă lipsa de apă, deoarece apele freatice se găsesc la adâncimi mari de aproximativ 25-30 de metri. 
Arboretele de gârniță din cadrul ariei naturale protejate nu beneficiază de apele de suprafață din văi și ogașe, nici de apa freatică, dar au un rol important în menținerea echilibrului hidrologic. Prin acumularea zăpezii și topirea sa relativ lentă, prin atenuarea vitezei vânturilor și menținerea unei umidități atmosferice mai ridicate, ele creează un microclimat specific care favorizează ameliorarea regimului hidrologic.
Rezervația naturală Seaca – Optășani este constituită din arborete pure de gârniță, cu vârste predominant de 154 ani, rezultate din regenerări naturale. Diametrul mediu al arborilor este de 40 cm, iar înălțimea medie este de 23 m. Consistența medie a acestora este de 0,7, iar volumul mediu la hectar este de 280 mc. Tipul de stațiune în care se încadrează este deluros cvercete podzolit–pseudogleizat, iar tipul de pădure este gârnițet de platou de productivitate superioară.

## Clima
Climatul din rezervație este de tip continental, cu o temperatură medie anuală a aerului de 10,6 grade Celsius și precipitații atmosferice medii anuale de 515,7 mm. Cele mai multe precipitații se înregistrează în luna iunie, cu o medie de 68,1 mm. În timpul lunilor mai și iunie, din cauza precipitațiilor abundente și a solului compact, apa băltește la suprafață. După această perioadă, în lunile iulie, august și septembrie urmează o perioadă lungă de uscăciune în care solurile gârnițetelor se usucă și crapă până la o adâncime de 1-1,5 metri. Acest caracter contradictoriu al climei, cu umiditate excesivă într-o perioadă și uscăciune excesivă în alta, este favorabil dezvoltării gârniței datorită adaptării sale la temperaturi și evapotranspirație redusă.
În ceea ce privește vânturile, vântul predominant în zonă este Crivățul, iar Austrul apare foarte rar.
În ceea ce privește temperatura aerului, aceasta se încadrează în zona Pitestiului. Maxima anuală în timpul verii poate atinge 39,2 grade Celsius, în timp ce iarna poate scădea până la -10 grade Celsius.

## Obiective turistice apropiate
Printre obiectivele turistice aflate in vecinatatea rezervației, se numără: 
- Casa memorială a lui Nicolae Ceausescu (Scornicești),
- Castrul roman de la Albești
- Biserica de lemn „Sf Arhanghelii” (Poboru) (Cod OT-II-m-B-08851),
- Mânăstirea Seaca 4(Mușetești) (Cod OT-II-a-A-09024),
- Biserica de lemn „Sf Gheorghe” (Oporelu),
- Biserica de lemn „Cuvioasa Paraschiva” Tătulești.

Accesul ȋn sit se realizează prin Drumul Județean DJ 703C, DJ 703D, DJ 657 și DJ 546E.